# 小海駅
小海駅（こうみえき）は、長野県南佐久郡小海町大字小海にある、東日本旅客鉄道（JR東日本）小海線の駅である。

## 歴史
- 1919年（大正8年）3月11日：佐久鉄道羽黒下駅 - 当駅間の開通と同時に開業[4]。旅客・貨物の取り扱いを開始[2]。
- 1932年（昭和7年）12月27日：鉄道省小海線（その後、小海北線を経て小海線）当駅 - 佐久海ノ口駅間が開通[5]。
- 1934年（昭和9年）9月1日：佐久鉄道を国有化し、小海北線に編入[6]。
- 1982年（昭和57年）10月31日：貨物の取り扱いを廃止[7][8]。
- 1984年（昭和59年）2月1日：荷物の扱いを廃止[2]。
- 1986年（昭和61年）12月23日：駅舎を改築[9][10]。
- 1987年（昭和62年）
  - 4月1日：国鉄分割民営化により、JR東日本の駅となる[2][7]。
  - 12月10日：駅ビルとショッピングセンター・アルルが開業[11]。
- 2018年（平成30年）9月30日：みどりの窓口の営業を終了[12]。
- 2023年（令和5年）4月1日：簡易委託化[3]。

## 駅構造
単式ホーム1面1線、島式ホーム1面2線の計2面3線のホームを有する地上駅である。互いのホームは構内踏切で連絡している。小海線の運行拠点の一つで、当駅を始発・終着とする列車が存在する。
小海町が駅業務を委託する簡易委託駅である。駅舎内にはJA長野八ヶ岳の支所と、佐久総合病院小海診療所、ショッピングセンター・アルルが入居している。駅舎は1986年（昭和61年）に改築された洋風で、時計台が設置されている。

### のりば
| 番線 | 路線    | 方向 | 行先             | 備考     |
| ---- | ------- | ---- | ---------------- | -------- |
| 1    | ■小海線 | 下り | 佐久平・小諸方面 |          |
| 2    | ■小海線 | 上り | 清里・小淵沢方面 |          |
| 3    | ■小海線 | 下り | 佐久平・小諸方面 | 始発列車 |
| 3    | ■小海線 | 上り | 清里・小淵沢方面 | 始発列車 |

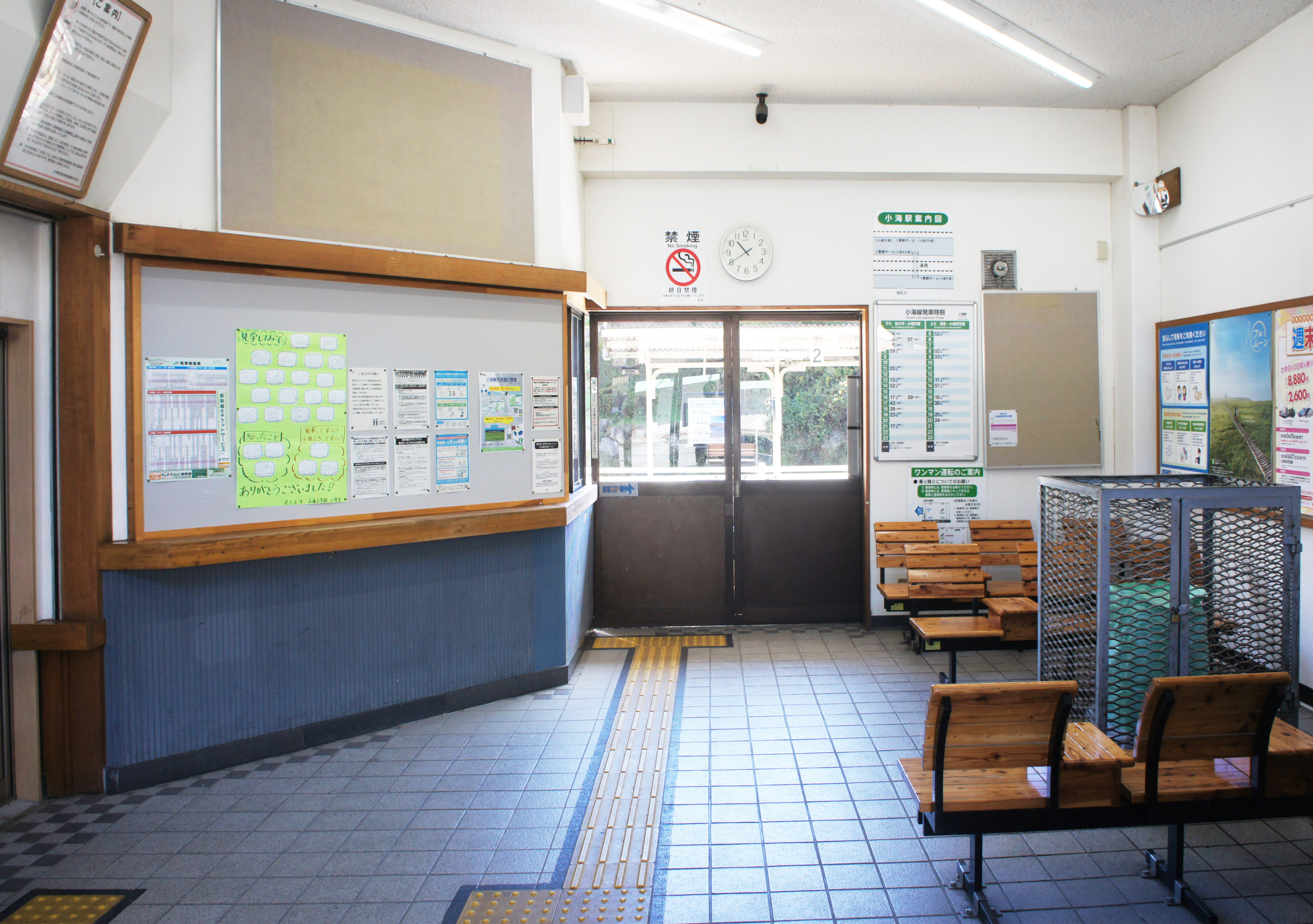
改札口（2021年10月）
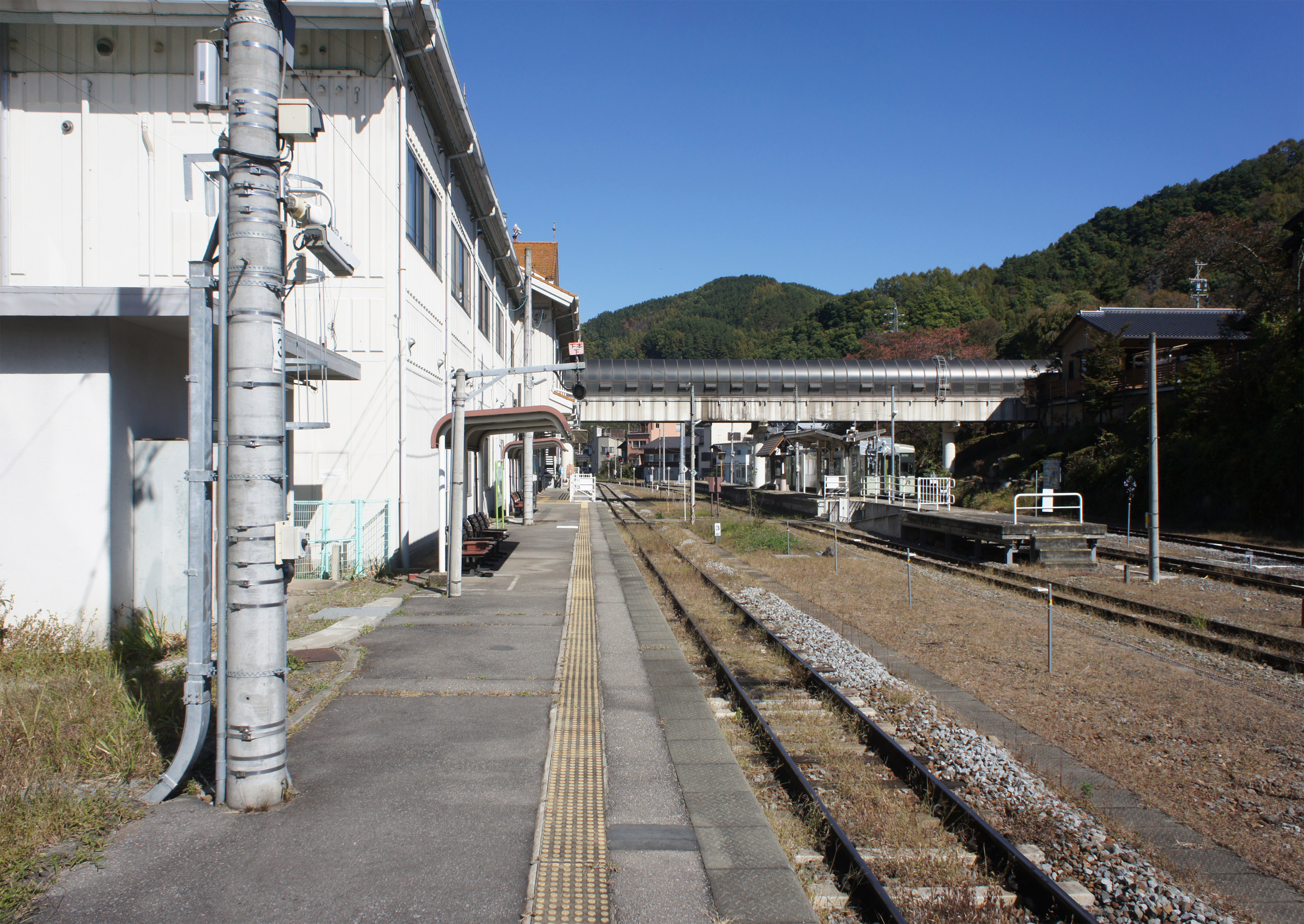
ホーム（2021年10月）
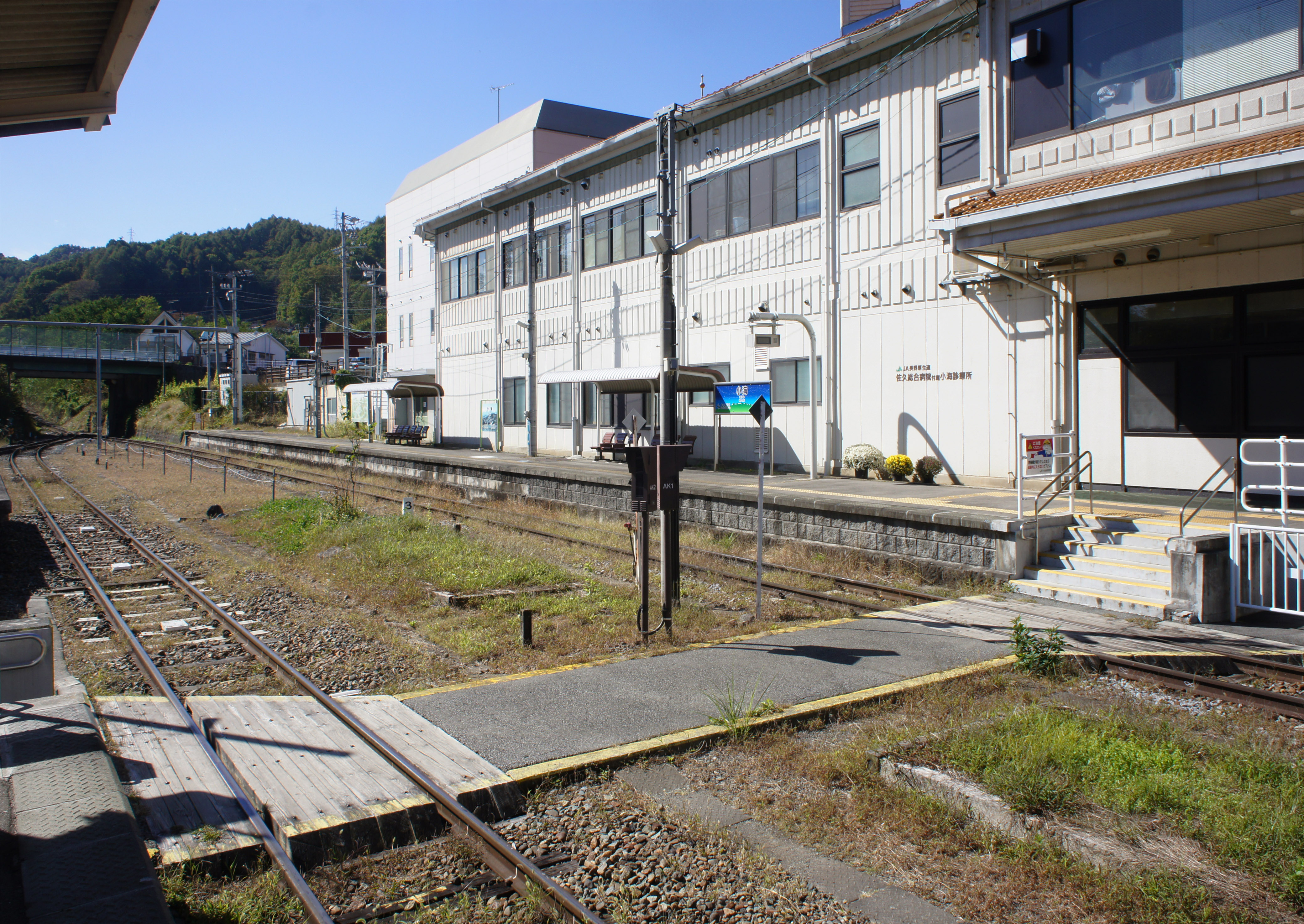
構内踏切（2021年10月）

## 利用状況
JR東日本によると、2023年度（令和5年度）の1日平均乗車人員は183人である。
2000年度（平成12年度）以降の推移は以下のとおりである。
| 1日平均乗車人員推移 | 1日平均乗車人員推移 | 1日平均乗車人員推移 | 1日平均乗車人員推移 | 1日平均乗車人員推移 |
| 年度                | 定期外              | 定期                | 合計                | 出典                |
| ------------------- | ------------------- | ------------------- | ------------------- | ------------------- |
| 2000年（平成12年）  |                     |                     | 323                 | [ 利用客数 2 ]      |
| 2001年（平成13年）  |                     |                     | 306                 | [ 利用客数 3 ]      |
| 2002年（平成14年）  |                     |                     | 295                 | [ 利用客数 4 ]      |
| 2003年（平成15年）  |                     |                     | 292                 | [ 利用客数 5 ]      |
| 2004年（平成16年）  |                     |                     | 278                 | [ 利用客数 6 ]      |
| 2005年（平成17年）  |                     |                     | 277                 | [ 利用客数 7 ]      |
| 2006年（平成18年）  |                     |                     | 270                 | [ 利用客数 8 ]      |
| 2007年（平成19年）  |                     |                     | 272                 | [ 利用客数 9 ]      |
| 2008年（平成20年）  |                     |                     | 257                 | [ 利用客数 10 ]     |
| 2009年（平成21年）  |                     |                     | 237                 | [ 利用客数 11 ]     |
| 2010年（平成22年）  |                     |                     | 235                 | [ 利用客数 12 ]     |
| 2011年（平成23年）  |                     |                     | 229                 | [ 利用客数 13 ]     |
| 2012年（平成24年）  | 83                  | 124                 | 208                 | [ 利用客数 14 ]     |
| 2013年（平成25年）  | 80                  | 131                 | 212                 | [ 利用客数 15 ]     |
| 2014年（平成26年）  | 78                  | 125                 | 203                 | [ 利用客数 16 ]     |
| 2015年（平成27年）  | 78                  | 120                 | 199                 | [ 利用客数 17 ]     |
| 2016年（平成28年）  | 74                  | 112                 | 187                 | [ 利用客数 18 ]     |
| 2017年（平成29年）  | 74                  | 113                 | 187                 | [ 利用客数 19 ]     |
| 2018年（平成30年）  | 69                  | 117                 | 186                 | [ 利用客数 20 ]     |
| 2019年（令和元年）  | 57                  | 107                 | 165                 | [ 利用客数 21 ]     |
| 2020年（令和02年）  | 34                  | 120                 | 155                 | [ 利用客数 22 ]     |
| 2021年（令和03年）  | 36                  | 99                  | 136                 | [ 利用客数 23 ]     |
| 2022年（令和04年）  | 40                  | 109                 | 150                 | [ 利用客数 24 ]     |
| 2023年（令和05年）  | 42                  | 141                 | 183                 | [ 利用客数 1 ]      |

## 駅周辺
- 千曲川
- 小海町役場[1]
- 小海町北相木村南相木村組合立小海中学校
- 長野県厚生連佐久総合病院小海分院[1]
- 国道141号

## バス路線
駅前ロータリーに、以下の町村営バスが乗り入れている。
- 小海町営路線バス（小海町）[15]
- 北相木村営バス（北相木村）[16]
- 南相木村営バス（南相木村）[16]

## 隣の駅
※臨時快速「HIGH RAIL 1375」の隣の停車駅については、「HIGH RAIL 1375」を参照のこと。
東日本旅客鉄道（JR東日本）
■小海線
松原湖駅 - 小海駅 - 馬流駅

### 記事本文
1. 1 2 3 4 5 6 7 8 9 10 11  信濃毎日新聞社出版部『長野県鉄道全駅 増補改訂版』信濃毎日新聞社、2011年7月24日、152頁。ISBN 9784784071647。
2. 1 2 3 4  石野哲 編『停車場変遷大事典 国鉄・JR編 II』（初版）JTB、1998年10月1日、202頁。ISBN 978-4-533-02980-6。
3. 1 2 3  「JR小海駅周辺をまとめて活性化 町が駅事務所を購入、商業施設を取得」『信濃毎日新聞』2023年3月3日。オリジナルの2023年3月30日時点におけるアーカイブ。2023年3月30日閲覧。
4. ↑  「軽便鉄道運輸開始」『官報』1919年3月18日（国立国会図書館デジタルコレクション）
5. ↑  大蔵省印刷局, ed (1932‐12-21). “鉄道省告示 第530号”. 官報 (国立国会図書館デジタルコレクション) (1794).
6. ↑  大蔵省印刷局, ed (1934‐08-25). “鉄道省告示 第395号”. 官報 (国立国会図書館デジタルコレクション) (2296).
7. 1 2  曽根悟（監修） 著、朝日新聞出版分冊百科編集部 編『週刊 歴史でめぐる鉄道全路線 国鉄・JR』 3号 飯田線・身延線・小海線、朝日新聞出版〈週刊朝日百科〉、2009年7月26日、27頁。
8. ↑  「日本国有鉄道公示第142号」『官報』1982年10月30日。
9. 1 2  「長野・国鉄小海駅の駅舎改築完成」『日本経済新聞』日本経済新聞社、1986年12月24日、地方経済面／長野、3面。
10. 1 2  長野鉄道管理局 編『写真でつづる長野鉄道管理局の歩み』長野鉄道管理局、1987年3月10日、347頁。
11. ↑  「新JR小海駅ビル完成、SC・ホール・農協が同居」『日本経済新聞』日本経済新聞社、1987年12月11日、地方経済面／長野、3面。
12. ↑  “駅の情報（小海駅）：JR東日本”.   東日本旅客鉄道. 2018年9月21日時点のオリジナルよりアーカイブ。2018年9月21日閲覧。
13. 1 2  『週刊 JR全駅・全車両基地』 12号 大宮駅・野辺山駅・川原湯温泉駅ほか92駅、朝日新聞出版〈週刊朝日百科〉、2012年10月28日、26頁。
14. 1 2 3 4  “JR東日本：駅構内図・バリアフリー情報（小海駅）”.   東日本旅客鉄道. 2025年6月3日閲覧。
15. ↑  小海町営路線バス お知らせ・時刻表・運賃表 小海町、2024年5月1日更新、2024年5月14日閲覧。
16. 1 2  南相木村営バス・北相木村営バス 時刻表 小海町、2023年3月23日更新、2024年5月14日閲覧。

### 利用状況
1. 1 2  各駅の乗車人員（2023年度） - JR東日本
2. ↑  各駅の乗車人員（2000年度） - JR東日本
3. ↑  各駅の乗車人員（2001年度） - JR東日本
4. ↑  各駅の乗車人員（2002年度） - JR東日本
5. ↑  各駅の乗車人員（2003年度） - JR東日本
6. ↑  各駅の乗車人員（2004年度） - JR東日本
7. ↑  各駅の乗車人員（2005年度） - JR東日本
8. ↑  各駅の乗車人員（2006年度） - JR東日本
9. ↑  各駅の乗車人員（2007年度） - JR東日本
10. ↑  各駅の乗車人員（2008年度） - JR東日本
11. ↑  各駅の乗車人員（2009年度） - JR東日本
12. ↑  各駅の乗車人員（2010年度） - JR東日本
13. ↑  各駅の乗車人員（2011年度） - JR東日本
14. ↑  各駅の乗車人員（2012年度） - JR東日本
15. ↑  各駅の乗車人員（2013年度） - JR東日本
16. ↑  各駅の乗車人員（2014年度） - JR東日本
17. ↑  各駅の乗車人員（2015年度） - JR東日本
18. ↑  各駅の乗車人員（2016年度） - JR東日本
19. ↑  各駅の乗車人員（2017年度） - JR東日本
20. ↑  各駅の乗車人員（2018年度） - JR東日本
21. ↑  各駅の乗車人員（2019年度） - JR東日本
22. ↑  各駅の乗車人員（2020年度） - JR東日本
23. ↑  各駅の乗車人員（2021年度） - JR東日本
24. ↑  各駅の乗車人員（2022年度） - JR東日本